# El comisario
El comisario va ser una sèrie de televisió espanyola de gènere policial, emesa a Telecinco, als canals de pagament Calle 13 i Factoria de Ficció, i també els capítols antics a la 10 i al Canal Català. Des de la tardor de 2013 es va reemetre la sèrie completa a la 9, canal del grup Mediaset. A 2025 s'emet la sèrie sencera, en un canal exclusiu, dins la plataforma de Pluto TV.

## La sèrie
Va ser estrenada el 26 d'abril de 1999, després del desenllaç de la comèdia Todos los hombres sois iguales, basada en la pel·lícula homònima, i coprotagonitzada per Tito Valverde, sent el dia del seu aniversari.
Al principi es tenia pensat fer en gènere de comèdia amb els mateixos actors protagonistes, a causa de l'èxit de Todos los hombres sois iguales, però finalment se li va donar un gir radical i es va decidir que s'adaptessin els guions al gènere policíac. Per a la versió inicial es tenia previst que la sèrie s'anomenés Las calles de San Fernando. El pressupost ascendeix a 50 milions de pessetes per episodi.
La sèrie tracta les investigacions policials, mostrant l'esdevenir diari de les investigacions en una comissària del Cos Nacional de Policia del fictici districte de San Fernando, a Madrid, i les situacions personals de la vida quotidiana dels agents.
És una sèrie orientada bàsicament a un públic adult però sense oblidar un públic més jove. Tracta temes de l'actualitat del moment, evitant frivolitats, des de les residències d'ancians il·legals, al seu inici, passant pel tràfic de blanques, a temes tan actuals com les bandes llatines.
Va ser la primera sèrie espanyola a introduir tècniques científiques policials a les seves trames, a més d'utilitzar efectes especials usats al cinema per aconseguir un realisme major.
Els actors van comptar amb l'ajuda de la Policia Nacional per ajudar-los i que la sèrie fos més real, com l'argot professional, maneig d'armes, etc.; igual que en alguns guions.
La comissaria de San Fernando té competència per investigar una gran varietat de delictes sense haver de derivar-los a instàncies superiors.
El costat humorístic de la sèrie es va anar distanciant-se de la sit-com i apropant-se a la ironia; i els casos policíacs van guanyar complexitat sense perdre rigor ni veracitat. A partir de la tercera temporada, es van introduir escenes d'acció cada vegada més arriscades.
El 2 de gener de 2009, es va emetre l'últim episodi de la sèrie. El show de Elena, tanca la dotzena temporada i última de la sèrie després de gairebé 10 anys d'emissió.

## Repartiment

### Actors fixos
- Tito Valverde és el comisari Gerardo Castilla (temporades 1-12)
- Juanjo Artero és el subinspector Carlos Márquez, "Charli" (temporades 1-12)
- Marcial Álvarez és el subinspector Jorge San Juan, "Pope" (temporades 1-12)
- Jaime Pujol és l'inspector cap Andrés Casqueiro (temporades 1-12)
- Elena Irureta és l'oficial Laura Hurtado (temporades 1-12)
- Cristina Perales és Elo Soriano (temporades 1-12)
- Patxi Freytez és el subinspector Mikel Miralles (Temporada 3-12)
- Fernando Andina és el subinspector Lucas Aguilar (Temporada 5-12)
- Rocío Muñoz és la subinspectora Eva Ríos (temporades 9-12)
- Iris Díaz és l'agent Vanesa Santana (Temporasas 9-12)
- Eva Martín Hernando és la inspectora Pepa Romero (Temporada 11-12)
- Cristina Castaño és la forense Sara Ruiz (Temporada 12)
- Ruth Gabriel és la subinspectora Federica Villalta, "Fede" (Temporada 12)
- José Luis Torrijo és el subinspector Santos Marino (Temporada 12)
- Diana Peñalver és la recepcionista Matilde (Temporada 12)
- Marc Clotet és l'agent Pau Montaner (Temporada 12)
- Álvaro Monje és l'agent Salvador Bocanegra (Temporada 12)

### Secundaris habituals
- Daniel Rubio és Kevin
- Angels Gonyalons és Raquel Salcedo
- Lara Grube és Daniela
- Albert Comas és Felipe Sánchez
- Mercé Llorens és Sonia Castilla
- Fermí Herrero és el forense
- Carla Hidalgo és Cecilia Trujillo
- Diana Peñalver és Matilde
- Valentina Burgueño és Sofía Márquez

### Personatges antics
- Andoni Ferreño era l'advocat Vidal (Temporada 1)
- Nathalie Poza era Alicia Ponce (Temporada 1)
- Silvia Abascal era Sonia Castilla (temporades 1 - 2)
- Tristán Ulloa era l'agent Julio Ponce (temporades 1 - 2)
- Mª Jesús Sirvent era Rosario (temporades 1 - 3)
- Sonia Madrid era la camarera de "El Búho", Chari. (temporades 1 - 4)
- Francesc Orella era el Subinspector Telmo Chacón (temporades 2 - 4)
- Natalia Millán era la Subinspectora Miranda Miranda (Temporada 2)
- Paula Sebastián era la Jueza Pilar Aranda (Temporada 2)
- Laura Domínguez era la Agente Tina Mariño (temporades 1 - 4)
- Pedro Civera era l'Inspector Damián Alonso (Temporada 3)
- Lluís Marco era l'Inspector Mejide (Temporada 3)
- Armando del Río era el Abogado Gabriel Díaz (Temporada 3 - 4)
- Mar Regueras era la Subinspectora Lola Écija (temporades 2 - 5)
- Charo Zapardiel era la Inspectora Rita Carvajal (temporades 1 - 6)
- Bruto Pomeroy era el Agente Sabino García (temporades 1 - 6)
- Arsenio Luna era el Agente Valero (temporades 1 - 6)
- Lucía Napal era la Agente Ximena Sotillo (Temporada 4)
- Cristóbal Suárez era l'Inspector Gorka Melero (Temporada 4)
- Gonzalo Gonzalo era l'Inspector Marquina (temporades 4 - 5)
- Eduard Farelo era el Juez Ignacio Lorenzo (Temporada 5)
- Pilar Punzano era la Subinspectora Ángela Alonso (temporades 6 - 8)
- Joan Massotkleiner era el Juez Lorenzo (Temporada 6 - 7)
- Manu Fullola era el Agente Joserra Arregui (temporades 6 - 8)
- Zutoia Alarcia era la Inspectora Elena Serrano (temporades 6 - 10)
- Mercé Llorens era Sonia Castilla (temporades 8 - 10)
- Paula Echevarría era l'agent Clara Osma (temporades 8 - 11)
- Diego Molero era l'agent Horacio Abarca (temporades 9 - 11)
- Marisol Membrillo era la Inspectora Geli Chamorro (Temporada 9 - 11)
- Margarita Lascoiti era la secretaria, Lupe (temporades 1 - 11)
- Joaquín Climent era el Agente Pascual Moreno (temporades 1-11)
- Rosa Hernández era la hermana de Sonia Castilla (temporades 8 -11)

## Episodis i audiències
| Capítol            | Nom                                     | Data d'emissió                   | Audiència | Share | Ver |
| ------------------ | --------------------------------------- | -------------------------------- | --------- | ----- | --- |
| PRIMERA TEMPORADA  |                                         |                                  |           |       |     |
| 1 (1)              | El caso del destornillador              | Dilluns 26 d'abril de 1999       | 4.544.000 | 26,2% |     |
| 2 (2)              | Sobre ruedas                            | Dilluns 3 de maig de 1999        | 4.258.000 | 24,1% |     |
| 3 (3)              | El Butrón                               | Dilluns 10 de maig de 1999       | 4.353.000 | 25,6% |     |
| 4 (4)              | Padres e hijos                          | Dilluns 17 de maig de 1999       | 5.036.000 | 29,3% |     |
| 5 (5)              | Apertura búlgara                        | Dilluns 24 de maig de 1999       | 4.106.000 | 25,1% |     |
| 6 (6)              | Ojo por ojo                             | Dilluns 31 de maig de 1999       | 4.012.000 | 24,1% |     |
| 7 (7)              | Muerto por error                        | Dilluns 7 de juny de 1999        | 4.741.000 | 28,7% |     |
| 8 (8)              | Heroína                                 | Dilluns 14 de juny de 1999       | 4.444.000 | 27,4% |     |
| 9 (9)              | Trapos sucios                           | Dilluns 21 de juny de 1999       | 4.345.000 | 28,9% |     |
| SEGONA TEMPORADA   |                                         |                                  |           |       |     |
| 1 (10)             | El huevo de la serpiente                | Dilluns 3 de gener de 2000       |           |       |     |
| 2 (11)             | En la salud y en la enfermedad          | Dilluns 10 de gener de 2000      |           |       |     |
| 3 (12)             | 1500 grados                             | Dilluns 17 de gener de 2000      |           |       |     |
| 4 (13)             | Sin pruebas                             | Dilluns 24 de gener de 2000      |           |       |     |
| 5 (14)             | La mano que da de comer                 | Dilluns 31 de gener de 2000      |           |       |     |
| 6 (15)             | La cría del escorpión                   | Dilluns 7 de febrer de 2000      |           |       |     |
| 7 (16)             | Tratos                                  | Dilluns 14 de febrer de 2000     |           |       |     |
| 8 (17)             | La tela de araña                        | Dilluns 21 de febrer de 2000     |           |       |     |
| 9 (18)             | Que veinte años no es nada              | Dilluns 28 de febrer de 2000     |           |       |     |
| 10 (19)            | El último viaje                         | Dilluns 6 de març de 2000        |           |       |     |
| 11 (20)            | La jaula del grillo                     | Dilluns 13 de març de 2000       |           |       |     |
| 12 (21)            | La jauría                               | Dilluns 20 de març de 2000       |           |       |     |
| 13 (22)            | Silencio                                | Dilluns 27 de març de 2000       |           |       |     |
| 14 (23)            | Armonía mortal                          | Dilluns 3 d'abril de 2000        |           |       |     |
| 15 (24)            | La boca del lobo                        | Dilluns 10 d'abril de 2000       |           |       |     |
| 16 (25)            | Contagio                                | Dilluns 17 d'abril de 2000       |           |       |     |
| 17 (26)            | En el límite                            | Dilluns 24 d'abril de 2000       |           |       |     |
| TERCERA TEMPORADA  |                                         |                                  |           |       |     |
| 1 (27)             | Un cadáver inquiero                     | Dilluns 1 de maig de 2000        |           |       |     |
| 2 (28)             | Cosas a las que uno nunca se acostumbra | Dilluns 8 de maig de 2000        |           |       |     |
| 3 (29)             | Noche de autos                          | Dilluns 15 de maig de 2000       |           |       |     |
| 4 (30)             | La sanguijuela                          | Dilluns 22 de maig de 2000       |           |       |     |
| 5 (31)             | Preguntas sin respuesta                 | Dilluns 29 de maig de 2000       |           |       |     |
| 6 (32)             | El diablo en el cuerpo                  | Dilluns 5 de juny de 2000        |           |       |     |
| 7 (33)             | Nada que perder                         | Dilluns 12 de juny de 2000       |           |       |     |
| 8 (34)             | Nido de víboras                         | Dilluns 19 de juny de 2000       |           |       |     |
| 9 (35)             | 24 horas                                | Dilluns 26 de juny de 2000       |           |       |     |
| 10 (36)            | Cachorros                               | Dilluns 8 de gener de 2001       |           |       |     |
| 11 (37)            | Bisturí                                 | Dilluns 15 de gener de 2001      |           |       |     |
| 12 (38)            | Lazos de sangre                         | Dilluns 22 de gener de 2001      |           |       |     |
| 13 (39)            | Ojos que no ven                         | Dilluns 29 de gener de 2001      |           |       |     |
| 14 (40)            | Secuestro                               | Dilluns 5 de febrer de 2001      |           |       |     |
| 15 (41)            | Mal de ojo                              | Dilluns 12 de febrer de 2001     |           |       |     |
| 16 (42)            | Oscuridad                               | Dilluns 19 de febrer de 2001     |           |       |     |
| 17 (43)            | Riña de gallos                          | Dilluns 26 de febrer de 2001     |           |       |     |
| 18 (44)            | El vuelo de los buitres                 | Dilluns 5 de març de 2001        |           |       |     |
| 19 (45)            | Reacción en cadena                      | Dilluns 12 de març de 2001       |           |       |     |
| 20 (46)            | La hija de Ruano                        | Dilluns 19 de març de 2001       |           |       |     |
| 21 (47)            | Negocio de hienas                       | Dilluns 26 de març de 2001       |           |       |     |
| 22 (48)            | Dinero en juego                         | Dilluns 2 d'abril de 2001        |           |       |     |
| QUARTA TEMPORADA   |                                         |                                  |           |       |     |
| 1 (49)             | Sangre de su sangre                     | Dilluns 7 de gener de 2002       | 2.708.000 | 14,9% |     |
| 2 (50)             | Hábitos inadecuados                     | Dilluns 14 de gener de 2002      | 2.589.000 | 13,8% |     |
| 3 (51)             | El pez ahogado                          | Dimarts 22 de gener de 2002      | 4.335.000 | 25,3% |     |
| 4 (52)             | Al filo de la memoria                   | Dimarts 29 de gener de 2002      | 3.647.000 | 21,4% |     |
| 5 (53)             | La mano de Fátima                       | Dimarts 5 de febrer de 2002      | 3.740.000 | 21,8% |     |
| 6 (54)             | La huella del canguro                   | Dimarts 12 de febrer de 2002     | 3.597.000 | 21,5% |     |
| 7 (55)             | Los dos lados del espejo                | Dimarts 19 de febrer de 2002     | 3.708.000 | 22,0% |     |
| 8 (56)             | Las puertas del infierno                | Dimecres 26 de febrer de 2002    | 3.924.000 | 24,5% |     |
| 9 (57)             | La noche de todos los santos            | Dimarts 26 de març de 2002       | 3.759.000 | 22,2% |     |
| 10 (58)            | El rastro del caracol                   | Dimarts 2 d'abril de 2002        | 4.105.000 | 25,1% |     |
| 11 (59)            | El carroñero                            | Dimarts 9 d'abril de 2002        | 4.123.000 | 24,4% |     |
| 12 (60)            | Nunca en horas de clase                 | Dimarts 16 d'abril de 2002       | 4.176.000 | 24,8% |     |
| 13 (61)            | Muerte d'un bolero                      | Dimarts 23 d'abril de 2002       | 4.317.000 | 25,8% |     |
| 14 (62)            | Escrito con sangre                      | Dimarts 30 d'abril de 2002       | 4.161.000 | 25,2% |     |
| CINQUENA TEMPORADA |                                         |                                  |           |       |     |
| 1 (63)             | Como perros rabiosos                    | Dimarts 2 de setembre de 2002    | 1.912.000 | 13,8% |     |
| 2 (64)             | Miedo en el cuerpo                      | Dimecres 18 de setembre de 2002  | 3.373.000 |       |     |
| 3 (65)             | La hora del murciélago                  | Dimecres 25 de setembre de 2002  | 3.457.000 |       |     |
| 4 (66)             | Sin dolor                               | Dimecres 2 d'octubre de 2002     |           |       |     |
| 5 (67)             | Las niñas de Conil                      | Dimecres 9 d'octubre de 2002     | 3.811.000 | 23,1% |     |
| 6 (68)             | Las puertas del paraíso                 | Dimecres 16 d'octubre de 2002    | 3.894.000 | 22,7% |     |
| 7 (69)             | El amigo colombiano                     | Dimecres 23 d'octubre de 2002    | 3.869.000 | 23,2% |     |
| 8 (70)             | Tercer corte                            | Dimecres 30 d'octubre de 2002    | 3.924.000 | 24,5% |     |
| 9 (71)             | Cuatro, tres, dos...                    | Dimecres 6 de novembre de 2002   | 3.759.000 | 22,2% |     |
| 10 (72)            | Sangre                                  | Dimecres 13 de novembre de 2002  | 4.105.000 | 25,1% |     |
| 11 (73)            | Cambio de planes                        | Dimecres 20 de novembre de 2002  | 4.123.000 | 24,4% |     |
| 12 (74)            | Testigo fantasma                        | Dimecres 27 de novembre de 2002  | 4.176.000 | 24,8% |     |
| 13 (75)            | El favor                                | Dimecres 4 de desembre de 2002   | 4.317.000 | 25,8% |     |
| 14 (76)            | ¿Aún sueñas conmigo?                    | Dimecres 11 de desembre de 2002  | 4.161.000 | 25,2% |     |
| 15 (77)            | Vida por vida                           | Dimecres 18 de desembre de 2002  | 3.624.000 | 21,0% |     |
| SISENA TEMPORADA   |                                         |                                  |           |       |     |
| 1 (78)             | 360 minutos                             | Dimecres 23 d'abril de 2003      | 3.956.000 | 24,4% |     |
| 2 (79)             | Intercambio                             | Dimecres 30 d'abril de 2003      |           |       |     |
| 3 (80)             | Ladrones de cuerpos                     | Dimecres 7 de maig de 2003       | 4.139.000 | 24,8% |     |
| 4 (81)             | Cuestión de peso                        | Dimecres 14 de maig de 2003      | 4.767.000 | 28,9% |     |
| 5 (82)             | Diógenes y la estatua                   | Dimecres 21 de maig de 2003      | 3.904.000 | 23,9% |     |
| 6 (83)             | Pasión kurda                            | Dimecres 28 de maig de 2003      | 4.234.000 | 25,3% |     |
| 7 (84)             | Para que no me olvides                  | Dimecres 4 de juny de 2003       | 4.423.000 | 27,4% |     |
| 8 (85)             | En el lugar equivocado                  | Dimecres 11 de juny de 2003      | 3.862.000 | 24,9% |     |
| 9 (86)             | Punto sin retorno                       | Dimecres 18 de juny de 2003      | 3.527.000 | 24,0% |     |
| 10 (87)            | Manzana envenenada                      | Dimecres 25 de juny de 2003      | 3.448.000 | 24,2% |     |
| 11 (88)            | Los ojos de la zorra                    | Dimecres 2 de juliol de 2003     | 3.828.000 | 27,2% |     |
| 12 (89)            | Chucherías                              | Dimecres 9 de juliol de 2003     | 3.309.000 | 26,3% |     |
| 13 (90)            | Mordiendo el polvo                      | Dimecres 16 de juliol de 2003    | 3.513.000 | 28,0% |     |
| SETENA TEMPORADA   |                                         |                                  |           |       |     |
| 1 (91)             | Intrusos en la noche                    | Dimecres 7 de gener de 2004      | 4.671.000 | 27,7% |     |
| 2 (92)             | Pieza cobrada                           | Dimecres 14 de gener de 2004     | 4.931.000 | 28,3% |     |
| 3 (93)             | Sírvase muy frío                        | Dimecres 21 de gener de 2004     | 4.923.000 | 28,4% |     |
| 4 (94)             | Ojos que no ven                         | Dimecres 28 de gener de 2004     | 4.756.000 | 26,7% |     |
| 5 (95)             | Última sesión                           | Dimecres 4 de febrer de 2004     | 5.133.000 | 29,2% |     |
| 6 (96)             | No lo hagas                             | Dimecres 11 de febrer de 2004    | 4.559.000 | 26,4% |     |
| 7 (97)             | Dos pájaros d'un tiro                   | Dimecres 18 de febrer de 2004    | 5.014.000 | 27,9% |     |
| 8 (98)             | Por lo que más quieras                  | Dimecres 25 de febrer de 2004    | 5.250.000 | 29,5% |     |
| 9 (99)             | Pico cerrado                            | Dimecres 3 de març de 2004       | 4.950.000 | 27,9% |     |
| 10 (100)           | Nadie les invitó                        | Dimecres 10 de març de 2004      | 4.443.000 | 24,9% |     |
| 11 (101)           | El precio d'un favor                    | Dimecres 17 de març de 2004      | 3.283.000 | 17,7% |     |
| 12 (102)           | En la punta de la lengua                | Dimecres 24 de març de 2004      | 4.084.000 | 22,6% |     |
| 13 (103)           | Jaque Mate                              | Dimecres 31 de març de 2004      | 4.210.000 | 22,2% |     |
| VUITENA TEMPORADA  |                                         |                                  |           |       |     |
| 1 (104)            | Mira por donde pisas                    | Dimarts 19 d'octubre de 2004     | 4.510.000 | 27,8% |     |
| 2 (105)            | Grito mudo                              | Dimarts 26 d'octubre de 2004     | 5.378.000 | 30,5% |     |
| 3 (106)            | Volver a nacer                          | Dimarts 2 de novembre de 2004    | 5.246.000 | 31,7% |     |
| 4 (107)            | Quid pro quo                            | Dimarts 9 de novembre de 2004    | 5.374.000 | 31,3% |     |
| 5 (108)            | El arte del enemigo                     | Dimarts 16 de novembre de 2004   | 5.572.000 | 31,3% |     |
| 6 (109)            | Apuesta mortal                          | Dimarts 23 de novembre de 2004   | 4.920.000 | 26,7% |     |
| 7 (110)            | La cara oculta de la estudiante         | Dimarts 30 de novembre de 2004   | 5.403.000 | 29,7% |     |
| 8 (111)            | Cazador al acecho                       | Dimarts 7 de desembre de 2004    | 5.122.000 | 32,3% |     |
| 9 (112)            | Cuatro balas                            | Dimarts 14 de desembre de 2004   | 5.808.000 | 32,2% |     |
| 10 (113)           | Lo hice por ti                          | Dimarts 21 de desembre de 2004   | 5.997.000 | 34,1% |     |
| 11 (114)           | El infierno de Dante                    | Divendres 14 de gener de 2005    | 5.022.000 | 28,9% |     |
| 12 (115)           | Lo que el tiempo no cura                | Divendres 21 de gener de 2005    | 4.065.000 | 23,6% |     |
| 13 (116)           | Ángela                                  | Divendres 28 de gener de 2005    | 4.917.000 | 28,3% |     |
| 14 (117)           | No hay enemigo pequeño                  | Divendres 4 de febrer de 2005    | 4.184.000 | 26,8% |     |
| 15 (118)           | Secreto a voces                         | Divendres 11 de febrer de 2005   | 4.678.000 | 28,9% |     |
| 16 (119)           | Dulce amargo                            | Divendres 18 de febrer de 2005   | 4.771.000 | 29,5% |     |
| 17 (120)           | Las lágrimas de la Virgen               | Divendres 25 de febrer de 2005   | 4.356.000 | 26,9% |     |
| 18 (121)           | Una vida por otra                       | Divendres 4 de març de 2005      | 4.408.000 | 27,6% |     |
| 19 (122)           | Celo profesional                        | Divendres 11 de març de 2005     | 4.723.000 | 30,1% |     |
| 20 (123)           | Ana y Mía                               | Divendres 18 de març de 2005     | 3.949.000 | 26,8% |     |
| NOVENA TEMPORADA   |                                         |                                  |           |       |     |
| 1 (124)            | La piel bajo la piel                    | Divendres 18 de novembre de 2005 | 3.554.000 | 23,5% |     |
| 2 (125)            | Hijos del averno                        | Divendres 25 de novembre de 2005 | 3.293.000 | 20,6% |     |
| 3 (126)            | La casa de las meriendas                | Divendres 2 de desembre de 2005  | 3.639.000 | 23,2% |     |
| 4 (127)            | Doble                                   | Divendres 9 de desembre de 2005  | 3.367.000 | 21,6% |     |
| 5 (128)            | Sola en casa                            | Divendres 16 de desembre de 2005 | 3.950.000 | 27,4% |     |
| 6 (129)            | Paralelo 38                             | Divendres 23 de desembre de 2005 | 3.816.000 | 25,5% |     |
| 7 (130)            | Mikel                                   | Divendres 30 de desembre de 2005 | 3.277.000 | 22,0% |     |
| 8 (131)            | Fuego y plomo                           | Divendres 6 de gener de 2006     | 3.698.000 | 24,9% |     |
| 9 (132)            | Trece puñaladas                         | Divendres 13 de gener de 2006    | 4.225.000 | 25,9% |     |
| 10 (133)           | Eva de principio a fin                  | Dimarts 17 de gener de 2006      | 5.348.000 | 28,6% |     |
| 11 (134)           | Revancha                                | Dimarts 24 de gener de 2006      | 5.013.000 | 27,2% |     |
| 12 (135)           | Figuras eróticas                        | Dimarts 31 de gener de 2006      | 4.809.000 | 25,5% |     |
| 13 (136)           | Sabor a traición                        | Dimarts 7 de febrer de 2006      | 5.010.000 | 26,4% |     |
| 14 (137)           | Mejor no saber                          | Dimarts 14 de febrer de 2006     | 5.119.000 | 28,0% |     |
| 15 (138)           | La huella de la iguana                  | Dimarts 21 de febrer de 2006     | 4.257.000 | 22,5% |     |
| 16 (139)           | Papeles cambiados                       | Dimarts 28 de febrer de 2006     | 4.428.000 | 23,5% |     |
| 17 (140)           | Palabra de honor                        | Dimarts 7 de març de 2006        | 4.673.000 | 25,2% |     |
| 18 (141)           | El ocaso de Venus                       | Dimarts 14 de març de 2006       | 4.565.000 | 25,0% |     |
| 19 (142)           | Las niñas del RIF I                     | Dimarts 21 de març de 2006       | 4.673.000 | 24,5% |     |
| 20 (143)           | Las niñas del RIF II                    | Dimarts 28 de març de 2006       | 4.569.000 | 24,9% |     |
| 21 (144)           | Varón, siete meses                      | Dimarts 4 d'abril de 2006        | 4.538.000 | 24,3% |     |
| 22 (145)           | Matar llorando                          | Dimarts 11 d'abril de 2006       | 3.664.000 | 22,1% |     |
| 23 (146)           | ...Y dime tonta                         | Dimarts 18 d'abril de 2006       | 4.019.000 | 22,8% |     |
| 24 (147)           | El fin d'una pesadilla                  | Dimarts 25 d'abril de 2006       | 4.680.000 | 26,0% |     |
| DESENA TEMPORADA   |                                         |                                  |           |       |     |
| 1 (148)            | El corazón en vilo                      | Dimarts 10 d'octubre de 2006     | 4.252.000 | 23,8% |     |
| 2 (149)            | Cría cuervos                            | Dimarts 17 d'octubre de 2006     | 3.773.000 | 21,7% |     |
| 3 (150)            | El diablo en el cuerpo                  | Dimarts 24 d'octubre de 2006     | 4.521.000 | 25,1% |     |
| 4 (151)            | Justicia desesperada                    | Dimarts 31 d'octubre de 2006     | 3.568.000 | 21,5% |     |
| 5 (152)            | Mascotas y amos                         | Dimarts 7 de novembre de 2006    | 4.199.000 | 22,7% |     |
| 6 (153)            | 700.000 de las de entonces              | Dimarts 14 de novembre de 2006   | 4.254.000 | 23,4% |     |
| 7 (154)            | Mala elección                           | Dimarts 21 de novembre de 2006   | 4.169.000 | 22,5% |     |
| 8 (155)            | En el límite del mal                    | Dimarts 28 de novembre de 2006   | 4.565.000 | 24,6% |     |
| 9 (156)            | Asomarse al abismo                      | Dimarts 5 de desembre de 2006    | 4.132.000 | 23,2% |     |
| 10 (157)           | Cordón latino                           | Dimarts 12 de desembre de 2006   | 4.509.000 | 24,5% |     |
| 11 (158)           | Como perro acorralado                   | Dimarts 19 de desembre de 2006   | 4.054.000 | 22,1% |     |
| 12 (159)           | Cuenta atrás                            | Dimarts 26 de desembre de 2006   | 3.991.000 | 21,3% |     |
| ONZENA TEMPORADA   |                                         |                                  |           |       |     |
| 1 (160)            | En acto de servicio                     | Divendres 14 de setembre de 2007 | 3.093.000 | 22,1% |     |
| 2 (161)            | Despedida fatal                         | Divendres 21 de setembre de 2007 | 3.317.000 | 22,3% |     |
| 3 (162)            | Contra el mundo                         | Divendres 28 de setembre de 2007 | 3.537.000 | 23,9% |     |
| 4 (163)            | Lázaro                                  | Divendres 5 d'octubre de 2007    | 3.964.000 | 25,2% |     |
| 5 (164)            | Gente legal                             | Divendres 12 d'octubre de 2007   | 3.186.000 | 22,5% |     |
| 6 (165)            | El año que nevó en el Sahara            | Divendres 19 d'octubre de 2007   | 3.800.000 | 24,0% |     |
| 7 (166)            | Dulce Clara                             | Divendres 26 d'octubre de 2007   | 3.729.000 | 23,0% |     |
| 8 (167)            | Dulce Clara II                          | Divendres 2 de novembre de 2007  | 3.494.000 | 23,7% |     |
| 9 (168)            | Espacio sin humo                        | Divendres 9 de novembre de 2007  | 3.617.000 | 23,4% |     |
| 10 (169)           | Idus de marzo                           | Divendres 16 de novembre de 2007 | 3.833.000 | 23,4% |     |
| 11 (170)           | El ángel exterminador                   | Divendres 23 de novembre de 2007 | 3.561.000 | 22,1% |     |
| 12 (171)           | Ángeles por la ciudad                   | Divendres 30 de novembre de 2007 | 3.400.000 | 21,1% |     |
| 13 (172)           | Cosas que pasan                         | Divendres 7 de desembre de 2007  | 3.332.000 | 22,5% |     |
| 14 (173)           | La culpa no perdona                     | Divendres 14 de desembre de 2007 | 3.439.000 | 21,7% |     |
| 15 (174)           | Lucas                                   | Divendres 21 de desembre de 2007 | 3.142.000 | 20,2% |     |
| 16 (175)           | Cadena de errores                       | Divendres 28 de desembre de 2007 | 3.455.000 | 21,9% |     |
| DOTZENA TEMPORADA  |                                         |                                  |           |       |     |
| 1 (176)            | Besos para todos                        | Divendres 12 de setembre de 2008 | 2.372.000 | 17,5% |     |
| 2 (177)            | En carne viva                           | Divendres 19 de setembre de 2008 | 2.417.000 | 17,7% |     |
| 3 (178)            | Los peligros de la montaña              | Divendres 26 de setembre de 2008 | 2.018.000 | 14,6% |     |
| 4 (179)            | Acta de defunción                       | Divendres 3 d'octubre de 2008    | 2.415.000 | 15,2% |     |
| 5 (180)            | La dama de blanco                       | Divendres 10 d'octubre de 2008   | 2.434.000 | 15,4% |     |
| 6 (181)            | Corazón loco                            | Divendres 17 d'octubre de 2008   | 2.337.000 | 15,8% |     |
| 7 (182)            | Tabú                                    | Divendres 24 d'octubre de 2008   | 2.394.000 | 15,7% |     |
| 8 (183)            | Su único hijo                           | Divendres 31 d'octubre de 2008   | 2.088.000 | 14,7% |     |
| 9 (184)            | Ondas de poder alfa                     | Divendres 7 de novembre de 2008  | 2.068.000 | 13,5% |     |
| 10 (185)           | Amantes y vecinos                       | Divendres 21 de novembre de 2008 | 1.235.000 | 12,7% |     |
| 11 (186)           | Historia d'un policía                   | Divendres 5 de desembre de 2008  | 2.502.000 | 15,5% |     |
| 12 (187)           | Balones fuera                           | Divendres 5 de desembre de 2008  | 1.984.000 | 19,7% |     |
| 13 (188)           | Tormenta en el corazón                  | Divendres 12 de desembre de 2008 | 2.055.000 | 13,0% |     |
| 14 (189)           | El susurro de la sangre                 | Divendres 19 de desembre de 2008 | 1.658.000 | 14,4% |     |
| 15 (190)           | Solo sexo                               | Divendres 26 de desembre de 2008 | 1.981.000 | 13,8% |     |
| 16 (191)           | El show de Elena                        | Divendres 2 de gener de 2009     | 2.007.000 | 13,9% |     |